# Засечная черта

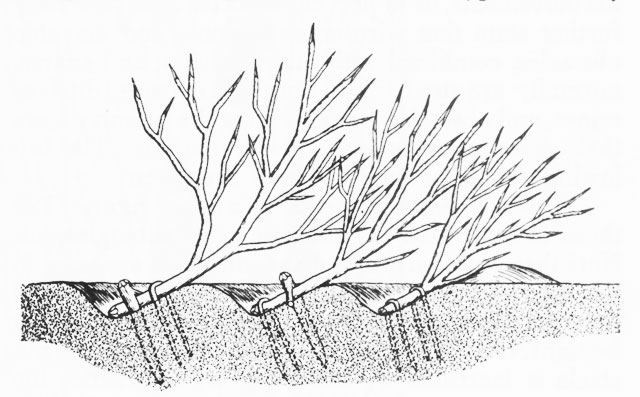
Схема устройства засеки

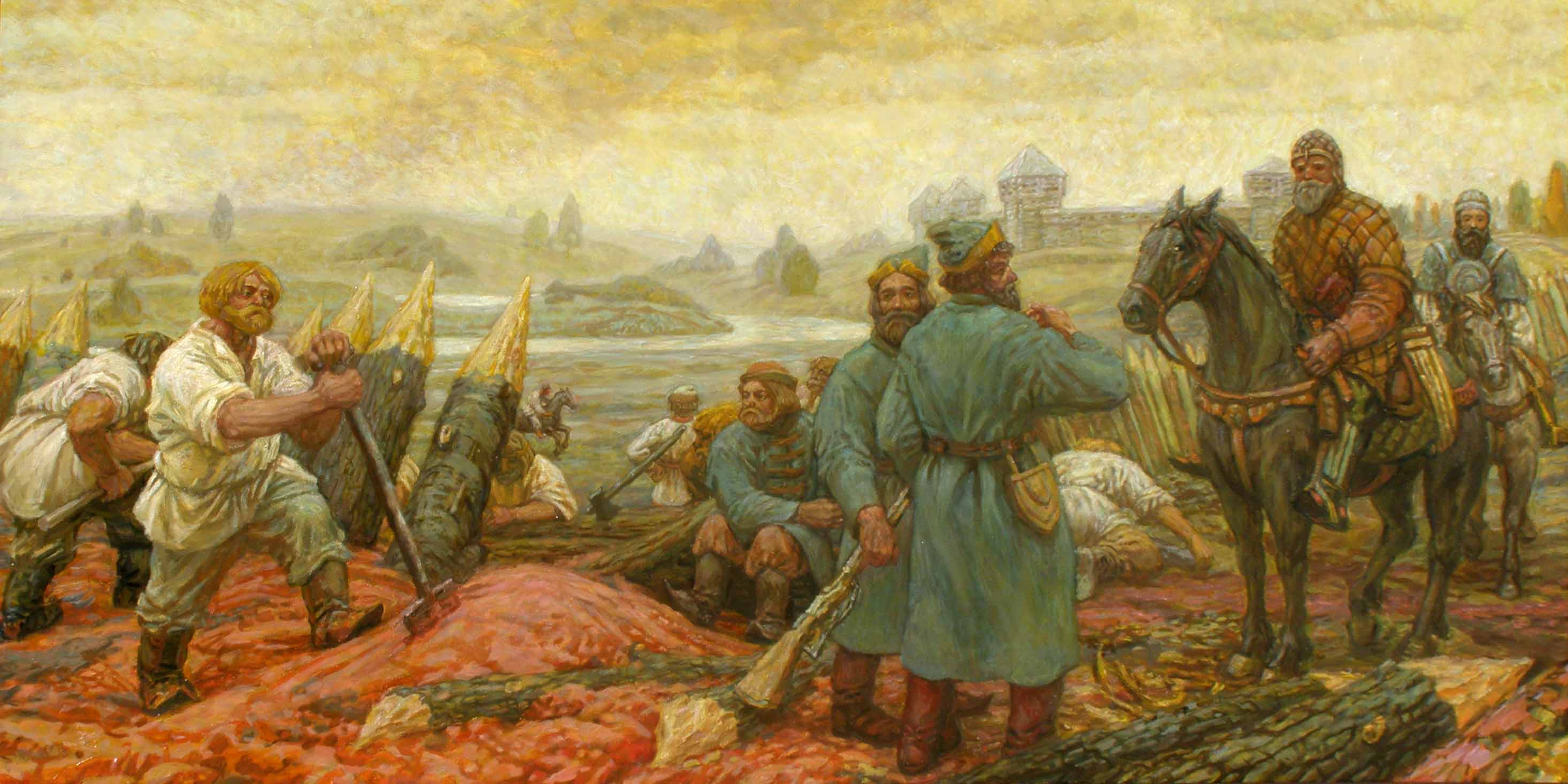
Максимильян Пресняков. Засечная черта. Южный рубеж (2010)

Засе́чная черта́ (засечная линия, засека, украинная линия) — система оборонительных сооружений из деревянных засек, применявшаяся с X века на Руси и получившая особое развитие в XVI—XVII веках на южных и восточных границах Русского царства для защиты от крымско-ногайских набегов, а также в качестве опоры при наступлении на противника (см. Русско-крымские войны).
Засеки представляли собой заграждения из деревьев средних и более размеров, поваленных крест-накрест вершинами в сторону противника. Помимо своей простоты и быстроты устроения, такие засеки являлись труднопреодолимым и трудноуничтожаемым препятствием для наступающих отрядов. Первой крупной фортификационной линией являлась Большая засечная черта, построенная при Иване Грозном. Она входила в общую систему обороны Русского государства и состояла из укреплённых городов-крепостей (в 1630 году их насчитывалось свыше сорока), собственно засечной черты в полосе между Мещёрскими и Брянскими лесами, тыловой линии по течению реки Оки и поселений засечной стражи. Состояла из звеньев. За состоянием засек наблюдал Пушкарский приказ. Следующим крупным проектом, отдвинувшим границы далеко на юг, стала Белгородская черта (середина XVII века).

## Эволюция засечных укреплений
Первые сведения о засеках встречаются в Новгородской (1137−1139) и Троицкой (1216) летописях. Новгородцы, псковичи, ярославцы и другие устраивали засеки на путях движения врага.
В XIII веке на южных границах Руси стали применять для обороны засечные черты (линии), которые представляли уже довольно сложную оборонительную систему на путях движения монголов. В XIV веке великий князь владимирский Иван Данилович для защиты южных рубежей Владимирского великого княжества возвёл беспрерывную линию засек от реки Ока к реке Дон и далее к Волге. Протяженность отдельных засек со временем увеличивалась и они превращались в отдельные линии. Засечные линии состояли из засек в лесах и земляных валов на открытых местах с острожками или городами-крепостцами. Эти линии оборонялись особым земским ополчением, упоминаемым с XIV века под названием засечной стражи.
В 1520−30-х годах по Оке стала создаваться оборонительная линия, включавшая города-крепости Козельск, Калуга, Серпухов, Коломна, Муром, Нижний Новгород и другие, ставшая известная как «Берег». Южнее возводилась передовая линия, связывающая города Новгород-Северский, Путивль, Мценск, Пронск. На основе этой линии возникла Большая засечная черта.

Засечные черты Русского государства в XVI—XVII веках

Большая засечная черта протянулась на несколько сотен километров от брянских лесов до Переяславля-Рязанского, проходя в восточной части основного участка параллельно Оке и дублируя её как оборонительный рубеж. Отдельный юго-восточный участок Большой засечной черты защищал рубежи рязанской земли и тянулся от Скопина до Шацка. Важными крепостями Большой засечной черты были Белёв, Одоев, Козельск, Болхов, Крапивна, Тула, Венёв, Ряжск и Сапожок. Строительство Большой засечной черты было закончено в 1566 году.

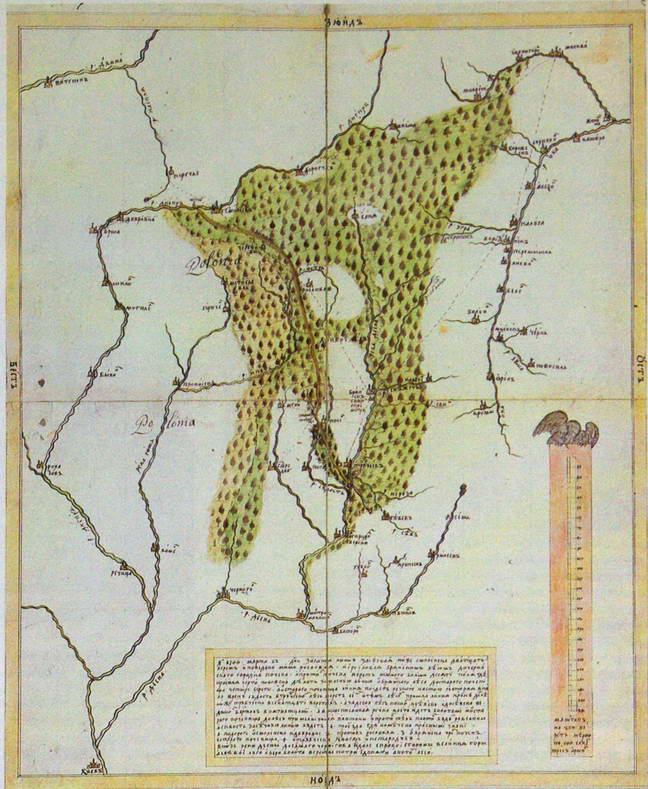
Ландкарта засечной черты устроенной в 1706−1708 годах от Смоленска до Брянска. Из собрания карт XVIII века в архивах Российской Академии наук.

В районе засечной черты располагалось и постоянное полевое войско, размещавшееся в Переяславле-Рязанском, Михайлове, Пронске, Венёве, Болхове, Туле, Ельце, Черни, Епифани, Богородицке, Дедилове, Крапивне, Одоеве, Новосиле, Ефремове, Данкове, Скопине, и Мценске. Штаб его находился в Туле, а передовой полк — в Мценске. В 1616 году в полевом войске было 6279 человек, в 1636 году — 17 005 человек.
Имелись также Кадомская, Темниковская, Пузская, Алатырская засечные черты. В 1636—1648 гг. были построены Керенская, Верхне- и Нижнеломовские, Инсаро-Потижская и Саранско-Атемарская засечные черты, а в 1676—1680 гг. — Пензенская засечная черта.
В 1635−1646 годах была возведена Белгородская черта, в 1648−1654 годах — Симбирская засека, в 1652−1656 — Закамская линия, в 1679−1680 гг. — Изюмская черта, затем Украинская линия (1731−1733 гг.) из земляных валов и укреплений. В 1730-х годах на смену Закамской оборонительной линии была построена Ново-Закамская линия, однако термин «засечная черта» к тому времени уже для обозначения фортификационных сооружений не употреблялся.

## Судьба засечных лесов
К нашему времени большинство засечных лесов просто вырублены, а небольшая оставшаяся часть была взята под охрану в заповедниках «Калужские засеки» и «Тульские засеки». Впрочем, последний существовал только до 1951 года, и сейчас рассматривается вопрос о его восстановлении.
С 1998 года в национальном парке «Угра» (Калужская область) действует программа восстановления широколиственных лесов бывшей Заокской засечной черты, в рамках которой создаются посадки сеянцев дуба и проводятся уходы за лесными культурами. В 2018 году на территории Березичского лесничества национального парка открылась обновлённая экспозиция музея «Козельские засеки».